# Katie Zaferes
Katie Zaferes, geboren Hursey (Hampstead, 9 juni 1989), is een Amerikaanse triatlete, die in 2019 wereldkampioene werd.
Zaferes begon haar sportieve leven met atletiek (midden-lange afstand en steeplechase), maar maakte in haar studiejaren de overstap naar triatlon. Ze weet met grote regelmaat podiumplaatsen te behalen in het ITU-circuit en dat leverde haar in 2015 een vijfde plaats op bij de wereldkampioenschappen. Daarna wist zij elk jaar één plaats hoger te eindigen in de WK-strijd, met in 2019 de wereldtitel als gevolg.
Zaferes is getrouwd met triatleet en triatlonfotograaf Tommy Zaferes.

## Titels
- Wereldkampioene triatlon op de olympische afstand - 2019

## Resultaten in World Triathlon Series
Bestaande uit races over de Olympische en sprintafstand
| Seizoen                     | 1   | 2   | 3 | 4               | 5 | 6  | 7 | 8   | 9 | GF              | Positie | Punten |
| --------------------------- | --- | --- | - | --------------- | - | -- | - | --- | - | --------------- | ------- | ------ |
| World Triathlon Series 2013 | -   | 30  | - | -               | - | 35 | - |     |   | -               | 42      | 739    |
| World Triathlon Series 2014 | DSQ | DNF | - | 13              | - | -  | 7 |     |   | 9               | 16      | 2036   |
| World Triathlon Series 2015 | 2   | 2   | 3 | 2               | - | 2  | 6 | 2   | - | 24              | 5       | 3900   |
| World Triathlon Series 2016 | DNF | 6   | - | 6               | - | 10 | 1 | 3   |   | 13              | 4       | 3437   |
| World Triathlon Series 2017 | 7   | 4   | 2 | -               | 4 | 3  | 9 | DNF |   | 2               | Brons   | 4302   |
| World Triathlon Series 2018 | DNF | 3   | 2 | 3               | 3 | 6  | 2 |     |   | 3               | Zilver  | 5488   |
| World Triathlon Series 2019 | 1   | 1   | 1 | 2               | 1 | 35 | - |     |   | 1               | Goud    | 6175   |
| World Triathlon Series 2020 |     |     |   |                 |   |    |   |     |   | 5               | 5       | -      |
| WK Serie 2021               | 22  | 18  | 3 | Vlag van Canada |   |    |   |     |   | Vlag van Canada | -       | 1317   |

## Palmares
- 2013:  Wereldbekerwedstrijd Palamos
- 2013:  Wereldbekerwedstrijd Tiszaujvaros
- 2014:  Wereldbekerwedstrijd New Plymouth
- 2015:  WTS Abu Dhabi
- 2015:  WTS Auckland
- 2015:  WTS Gold Coast
- 2015:  WTS Kaapstad
- 2015:  WTS Londen
- 2015:  WTS Stockholm
- 2015: 5e Wereldkampioenschappen triatlon (WTS)
- 2016:  WTS Hamburg
- 2016: 18e OS Rio de Janeiro
- 2016:  WTS Edmonton
- 2016: 4e Wereldkampioenschappen triatlon (WTS)
- 2017:  Wereldbekerwedstrijd New Plymouth
- 2017:  WTS Yokohama
- 2017:  WTS Edmonton
- 2017:  WTS Grande Finale Rotterdam
- 2017:  Wereldkampioenschappen triatlon (WTS)
- 2018:  WTS Bermuda
- 2018:  WTS Yokohama
- 2018:  WTS Leeds
- 2018:  WTS Hamburg
- 2018:  WTS Montreal
- 2018:  WTS Grande Finale Gold Coast
- 2018:  Wereldkampioenschappen triatlon (WTS)
- 2019:  WTS Abu Dhabi
- 2019:  WTS Bermuda
- 2019:  WTS Yokohama
- 2019:  WTS Leeds
- 2019:  WTS Montreal
- 2019:  WTS Grande Finale Lausanne
- 2019:  Wereldkampioenschappen triatlon (WTS)
- 2021:  OS Tokio

1989: Erin Baker ·
1990: Karen Smyers ·
1991: Jo-Anne Ritchie ·
1992: Michellie Jones ·
1993: Michellie Jones ·
1994: Emma Carney ·
1995: Karen Smyers ·
1996: Jackie Gallagher ·
1997: Emma Carney ·
1998: Joanne King ·
1999: Loretta Harrop ·
2000: Nicole Hackett ·
2001: Siri Lindley ·
2002: Leanda Cave ·
2003: Emma Snowsill ·
2004: Sheila Taormina ·
2005: Emma Snowsill ·
2006: Emma Snowsill ·
2007: Vanessa Fernandes ·
2008: Helen Jenkins ·
2009: Emma Moffatt ·
2010: Emma Moffatt ·
2011: Helen Jenkins ·
2012: Lisa Nordén ·
2013: Non Stanford ·
2014: Gwen Jorgensen ·
2015: Gwen Jorgensen ·
2016: Flora Duffy ·
2017: Flora Duffy ·
2018: Vicky Holland ·
2019: Katie Zaferes ·
2020: Georgia Taylor-Brown ·
2021: Flora Duffy